# Visé
Visé (neerlandês: Wezet) é uma cidade e um município da Bélgica localizado no distrito de Liège, província de Liège, região da Valônia.